# Bertichilde-Grabstein

Der Bertichilde-Grabstein ist ein christlicher fränkischer Grabstein der Merowingerzeit des 6. bis 7. Jahrhunderts aus Bingen-Kempten. Die Inschrift und Gestaltung des Steins machen ihn zu einem der wichtigsten Zeugnisse der frühmittelalterlichen Christentums- und Religionsgeschichte der historischen Region der Rheinlande und der Epoche der sogenannten „Fränkischen Landnahme“ im Raum der vormaligen römischen Rheinprovinzen.

## Auffindung

Linkes Teilstück

Der Stein wurde zweigeteilt im Turm und neben dem Altar der katholischen Pfarrkirche „Heilige Dreikönige“ von Kempten eingemauert gefunden. Bei einer archäologischen Begehung im Jahr 1880 wurde die linke Hälfte an der Ostseite des Turms in zweieinhalb Metern Höhe unverputzt eingemauert wahrgenommen und anschließend im selben Jahr wissenschaftlich untersucht. Im Jahr 1936 wurde die zweite Hälfte im Sockel des Altars verbaut gefunden. Ursprünglich war der Stein auf einem merowingerzeitlichen Reihengräberfeld südlich der Pfarrkirche aufgestellt. Die römische Spolie eines inschriftlosen „Viergöttersteins“, der im Relief die Figuren unter anderen des Hercules und des Äskulap zeigt, in der Südwand des Baus, lässt vermuten, dass der Platz seit der Antike kultisch-rituell genutzt wurde. Das angeschnittene Gräberfeld gehört zu einer als Hofgruppe angesprochenen fränkischen Ansiedlung, die im Süden des heutigen Orts unterhalb des Bachlaufs gelegen hat. Der Grabstein der adeligen Bertichildis gehört zu weiteren Setzungen wie die Funde des „Grabsteins der Aiberga“ einer lokalen fränkischen Adelssippe. Des Weiteren zeugen die Funde der Grabsteine des „Paulinus“ und des Presbyters „Aetherius“ von einer frühchristlichen Gemeinde mit einer germanisch-romanischen (ethnischen) Zusammensetzung und einer Besiedlungskontinuität seit der Römerzeit. Der Stein ist seitdem wieder zusammengefügt in der Taufkirche zur Besichtigung aufgestellt.

## Beschreibung und Inschrift
Auf dem unteren Teil des fast quadratischen (circa 60 × 60 cm) Steines aus grauen Kalkstein ist, von einem Kreis umgeben, ein Oktogramm aus zwei ineinander verschränkten Quadraten mit Innenkreuzen gehauen worden. Die Inschrift ist in vierzehn Zeilen ausgeführt, im oberen Teil relativ klar lesbar, bis auf die Sequenzen, die durch die senkrecht verlaufende Bruchstelle gestört sind, zwischen vorgeritzten Doppellinien. Im unteren Teil ist sie teilweise ins Oktogramm ausgeführt worden. Die Buchstabenhöhe reduziert sich im unteren Drittel, der Verlauf wird unübersichtlicher, die Form zeigt eine abgewandelte zeitgenössische Wiedergabe der spätantiken provinzal-römischen Vorlagen.

„† In hunc t[it]olo requiiscit filia inlu(stri) [s?p] atroni Mactichildi cuius [n]omen vokatur Bertichild[is] difuncti qui vixit in pace parvo tempus anus XX me[n]se I vixit cum viro suo Ebregisilo annus V diae [Sa]mbato ura octava erepta [e]st a divina potestate [a]mata in populo viduis o[rpha]nis vel pauperebus elemosin[a] a se pro peccat[o]l [...] invidia mors tollit quod reddere nescit“

„In diesem Grabe ruht die Tochter des erlauchten Patrons  Mactichild, deren Name genannt wird Bertichildis, der Verstorbenen, die in Frieden lebte eine kurze Zeit 20 Jahre, 1 Monat. Sie lebte mit ihrem Manne Ebregisel 5 Jahre. Am Samstag zur 8. Stunde wurde sie (ihm) entrissen durch göttliche Gewalt, geliebt im Volk. Den Witwen, Waisen oder Armen (sind) / Almosen von ihr für die (Vergebung ihrer) Sünde (gespendet worden). Aus Missgunst nimmt der Tod, was er nicht mehr zurückgeben kann“

## Deutung
Mit Walburg Boppert und ihren grundlegenden Untersuchungen zu den spätantiken und  frühmittelalterlichen christlichen Inschriften der Rheinlande wird der Bertichilde-Grabstein in das 6. bis 7. Jahrhundert datiert. Boppert ordnet ihn unter epigraphischen und stilistischen Gesichtspunkten in die durch sie definierte dritte Gruppe der mittelrheinischen Inschriften ein.
In den seit römischer Zeit kontinuierlich besiedelten Städten der Merowingerzeit wird die allgemeine römische Sitte bis in die fränkisch-christliche Zeit fortgeführt, Verstorbenen einen Grabstein zu setzen (siehe Batimodus). Typisch sind bei diesen die Angabe biographischer Daten wie die des Namens und Verwandtschaftsbezüge, der Lebenszeit und des Todestages im Verbund mit Formulierungen und Symbolen (Christogramme, Staurogramme). Außerhalb der urbanen Zentren finden sich in den ländlichen Siedlungen solche Grabsteine nur in der mittelbaren Umgebung dieser Städte. Der hohe materielle Wert durch die dafür erforderlichen finanziellen Mittel und die teilweise aufwendige artifizielle Gestaltung zeigt durch ihre Inschriften, dass nur Glieder der sozialen Oberschicht wie Adelige und Kleriker bedacht wurden.
Auffällig an der bildlichen Ausgestaltung ist das proportional und visuell dominierende Oktogramm gegenüber der üblichen Verwendung des Christogramms. Hier stellt es eine deutliche Entlehnung aus dem spätantiken Formenschatz dar, wie es durch die Verwendung in weiteren frühmittelalterlichen Grabsteinen und Sarkophagen belegt wird. Die auftretenden Formen des „barbarisierten Christogramms“ werden in der Forschung als apotropäisches, als ein unglückbannendes Heilszeichen gedeutet.